# Taarab

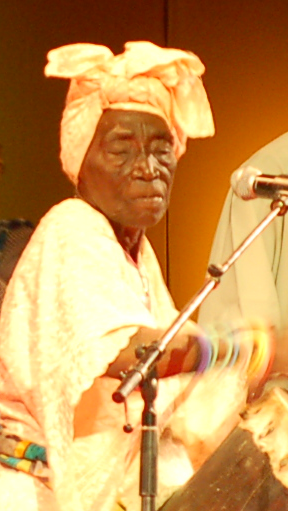
Bi Kidude år 2007

Taarab (på tanzanianska fastlandet även kallad tarabu) är en musikstil i Östafrika. Den anses ha sitt ursprung i Zanzibar under Said ibn Sultans regeringstid där (från 1840-talet), men fick sin nuvarande form med början på 1920-talet.
Musiken byggs upp kring sångerna, som  traditionellt framförs på arabiska eller swahili, och som ofta är långa och berättande. Orkestern kan bestå av tiotals instrument, både traditionellt arabiska (exempelvis oud, qanun, darbuka) och västliga. Då och då spelar orkestern en instrumentell inledning kallad basraf, men i övrigt ackompanjerar den sångaren, vers efter vers. Varken sång eller orkestrering framförs flerstämmigt.
I Zanzibar är Ihkwan Safaa och Culture Musical Club de två största och populäraste orkestrarna. En mer folklig form av Taraab kallad Kidumbak, som har anknytning till traditionella sång- och dansfester (ngoma), har färre instrument, och förekommer på bröllop och andra privata fester, eller spelas på gatan. På 1970-talet uppstod en speciell form av taraab, Taarab ya wanawake, som organiseras av kvinnliga sällskap (men där instrumentalisterna alltjämt är män).
I Taraab står solisterna i fokus, och två av de mest berömda var Siti Binti Saad (1880 - 1950) och Bi Kidude (1910-talet - 2013).